# Luboš Fišer
Luboš Fišer, född 30 september 1935 i Prag, död 22 juni 1999, var en tjeckisk kompositör.
Fišer var känd både för sin filmmusik och kammarmusik. Åren 1952–1956 studerade han komposition vid Prags konservatorium som elev till Emil Hlobil. Från 1956 studerade han vid Scenkonstakademien i Prag. Hans första offentligt framförda kompositioner var fyra stycken för violin och piano (1954).